# Chersotis phytheumae
Chersotis phytheumae là một loài bướm đêm trong họ Noctuidae.